# Liste der Bodendenkmäler in Wiesent (Gemeinde)
Auf dieser Seite sind die Bodendenkmäler in der Oberpfälzer Gemeinde Wiesent zusammengestellt. Diese Tabelle ist eine Teilliste der Liste der Bodendenkmäler in Bayern. Grundlage ist die Bayerische Denkmalliste, die auf Basis des Bayerischen Denkmalschutzgesetzes vom 1. Oktober 1973 erstmals erstellt wurde und seither durch das Bayerische Landesamt für Denkmalpflege geführt wird. Die folgenden Angaben ersetzen nicht die rechtsverbindliche Auskunft der Denkmalschutzbehörde.

## Bodendenkmäler der Gemeinde Wiesent

### Gemarkung Dietersweg
| Lage                  | Objekt                                                                       | Akten-Nr.     | Bild |
| --------------------- | ---------------------------------------------------------------------------- | ------------- | ---- |
| Dietersweg (Standort) | Mittelalterlicher Burgstall Neuhaus.                                         | D-3-6940-0049 |      |
| Dietersweg (Standort) | Archäologische Befunde im Bereich der mittelalterlichen Burgruine Heilsberg. | D-3-6940-0050 |      |
| Dietersweg (Standort) | Mittelalterliche und frühneuzeitliche Wüstung Heilsbergermühle.              | D-3-6940-0115 |      |

### Gemarkung Kruckenberg
| Lage                   | Objekt | Akten-Nr.     | Bild |
| ---------------------- | --- | ------------- | ---- |
| Kruckenberg (Standort) | Vorgeschichtlicher Ringwall, Höhensiedlung der Urnenfelderzeit.                                                                      | D-3-6939-0018 |      |
| Kruckenberg (Standort) | Mittelpaläolithische und mesolithische Freilandstationen, Siedlungen des Spätneolithikums, der Hallstattzeit und der Spätlatènezeit. | D-3-6940-0024 |      |
| Kruckenberg (Standort) | Jungpaläolithische Freilandstation, Siedlungen der Jungsteinzeit, der Mittelbronzezeit und der Späthallstatt-/Frühlatènezeit.        | D-3-6940-0025 |      |
| Kruckenberg (Standort) | Siedlung vor- und frühgeschichtlicher Zeitstellung.                                                                                  | D-3-6940-0053 |      |
| Kruckenberg (Standort) | Siedlung vor- und frühgeschichtlicher Zeitstellung.                                                                                  | D-3-6940-0087 |      |

### Gemarkung Wiesent
| Lage               | Objekt | Akten-Nr.     | Bild |
| ------------------ | --- | ------------- | ---- |
| Wiesent (Standort) | Jungpaläolithische Freilandstation, Siedlungen der Urnenfelderzeit und der Spätlatènezeit. | D-3-6940-0019 |      |
| Wiesent (Standort) | Jungpaläolithische Freilandstation, endneolithische und frühbronzezeitliche Siedlung. | D-3-6940-0020 |      |
| Wiesent (Standort) | Mesolithische Freilandstation, Siedlungen der Urnenfelderzeit und der Latènezeit. | D-3-6940-0021 |      |
| Wiesent (Standort) | Mesolithische Freilandstation, vorgeschichtliche Siedlung. | D-3-6940-0022 |      |
| Wiesent (Standort) | Archäologische Befunde und Funde im Bereich des Schlosses von Wiesent, zuvor mittelalterliche Burg.                                                                                                  | D-3-6940-0045 |      |
| Wiesent (Standort) | Archäologische Befunde des Mittelalters und der frühen Neuzeit im Bereich der Katholischen Pfarrkirche Mariä Himmelfahrt in Wiesent, darunter die Spuren von Vorgängerbauten bzw. älterer Bauphasen. | D-3-6940-0046 |      |
| Wiesent (Standort) | Siedlung vor- und frühgeschichtlicher Zeitstellung. | D-3-6940-0047 |      |
| Wiesent (Standort) | Siedlung vor- und frühgeschichtlicher Zeitstellung. | D-3-6940-0048 |      |
| Wiesent (Standort) | Archäologische Befunde des Mittelalters und der frühen Neuzeit im Bereich des ehemaligen Schlosses Ettersdorf.                                                                                       | D-3-6940-0057 |      |